# Novotcheboksarsk
Novotcheboksarsk (en russe : Новочебоксарск ; en tchouvache : Çěнě Шупашкар) est une ville de Tchouvachie, une république de la fédération de Russie. Sa population s'élevait à 126 072 habitants en 2017

## Géographie
Novotcheboksarsk est située à 15 km à l'est de la capitale de la Tchouvachie, Tcheboksary, sur la rive méridionale de la Volga. 

## Histoire
Novotcheboksarsk commence à se développer en 1960 comme ville satellite de Tcheboksary en absorbant les villages environnants : Ielnikovo, Iandachevo, Anatkassy et Tsygankassy. Elle connaît une croissance rapide, atteignant les 100 000 habitants en 1983.

## Population
Recensements (*) ou estimations de la population
| 1970*  | 1979*  | 1989*   | 2002*   | 2010*   |
| ------ | ------ | ------- | ------- | ------- |
| 38 864 | 85 307 | 114 760 | 125 857 | 124 097 |

| 2013    | 2014    | 2015    | 2016    | 2017    |
| ------- | ------- | ------- | ------- | ------- |
| 123 922 | 123 992 | 124 869 | 125 489 | 126 072 |

## Économie
Novotcheboksarsk possède plusieurs grandes entreprises :
- OAO Tchouvachénergo : centrale électrique de Tcheboksary (russe : Чебоксарская ГЭС ОАО Чувашэнерго).
- OAO Khimprom (ОАО Химпром) : soude caustique, produits phytosanitaires, colorants synthétiques, acide chlorhydrique, chlore, etc.
- OAO Fabrika Piké (ОАО Фабрика Пике) : filés de coton, bonneterie, chaussettes tricotées, etc.